# Advantage Cars Prague Open 2018
Die Advantage Cars Prague Open 2018 sind ein Tennisturnier der ITF Women’s Circuit 2018 für Damen und ein Tennisturnier der ATP Challenger Tour 2018 für Herren in Prag und finden zeitgleich vom 23. bis 29. Juli 2018 statt.